# آلمورکسانت
آلمورکسانت (انگلیسی: Almorexant) ، یک آنتاگونیست اورکسین است که به عنوان یک آنتاگونیست رقابتی گیرنده‌های ارکسین OX1 و OX2 عمل می‌کند. پس از دیده شدن افزایش گذرا در آنزیم‌های کبدی در کارآزمایی‌ها، توسعه این دارو در ژانویه ۲۰۱۱ به دلیل نگرانی در مورد ایمنی کبدی آلمورکسانت متوقف شد.
این دارو یک آنتاگونیست رقابتی و دوگانه گیرنده OX1 و OX2 است و به طور انتخابی پیامدهای عملکردی فعال‌سازی گیرنده OX1 و OX2، مانند بسیج داخل سلولی Ca2+ را مهار می‌کند. بسیار آهسته از گیرنده‌های اورکسین جدا می‌شود و این ممکن است مدت اثر آن را طولانی‌تر کند.